# Llista de topònims de Sant Miquel de Llotes
Llista de topònims (noms propis de lloc) de Sant Miquel de Llotes (Rosselló).
Informació actualitzada per un bot. Els canvis manuals es perdran quan s'actualitzi!

## dolmen
| imatge | Nom                                | Ubicat a                          | instància de | Detalls | coordenades | Protecció                     | Commons (més fotos)           | Dades a WD                    |
| ------ | ---------------------------------- | --------------------------------- | ------------ | ------- | --- | ----------------------------- | ----------------------------- | ----------------------------- |
|        | Dolmen de Valltorta                | Sant Miquel de Llotes             | dolmen       |         | 42° 39′ 09″ N, 2° 36′ 36″ E / 42.652444444444°N,2.6099722222222°E                                                                 |                               | Dolmen de Valltorta           | Modifica les dades a Wikidata |
|        | Dolmen de la Creu de la Llosa      | Sant Miquel de Llotes Queixàs     | dolmen       |         | 42° 38′ 03″ N, 2° 38′ 37″ E / 42.634222222222°N,2.6436388888889°E 467.4 msnm                                                      |                               | Dolmen de la Creu de la Llosa | Modifica les dades a Wikidata |
|        | Dolmen de les Molleres             | Sant Miquel de Llotes             | dolmen       |         | 42° 38′ 32″ N, 2° 36′ 41″ E / 42.64222222222222°N,2.611388888888889°E 387.1 msnm                                                  |                               |                               | Modifica les dades a Wikidata |
|        | Dolmen de les Rieres               | Sant Miquel de Llotes Bulaternera | dolmen       |         | 42° 38′ 41″ N, 2° 36′ 28″ E / 42.644777777778°N,2.6076388888889°E 383 msnm                                                        |                               | Dolmen du Camp Gran II        | Modifica les dades a Wikidata |
|        | Dolmen del Coll de la Llosa        | Sant Miquel de Llotes Bulaternera | dolmen       |         | 42° 37′ 50″ N, 2° 36′ 21″ E / 42.6305°N,2.6058055555556°E 584.7 msnm                                                              |                               | Dolmen du Coll de la Llosa    | Modifica les dades a Wikidata |
|        | Dolmen del Mas d'en Peirot         | Sant Miquel de Llotes             | dolmen       |         | 42° 38′ 33″ N, 2° 38′ 24″ E / 42.642555555556°N,2.6399166666667°E fr:Ad-Massos 409.2 msnm                                         | monument històric inventariat |                               | Modifica les dades a Wikidata |
|        | dolmen 2 de los Masos              | Sant Miquel de Llotes             | dolmen       |         | 42° 38′ 34″ N, 2° 38′ 19″ E / 42.642833333333°N,2.6385833333333°E                                                                 |                               |                               | Modifica les dades a Wikidata |
|        | dolmen del Camp Gran I             | Sant Miquel de Llotes             | dolmen       |         | 42° 38′ 32″ N, 2° 36′ 41″ E / 42.642277777778°N,2.6113333333333°E                                                                 |                               |                               | Modifica les dades a Wikidata |
|        | dolmen del puig del Fornàs         | Sant Miquel de Llotes             | dolmen       |         | 42° 37′ 55″ N, 2° 38′ 26″ E / 42.632055555556°N,2.6404444444444°E                                                                 |                               |                               | Modifica les dades a Wikidata |
|        | dolment del serrat d'en Jacques    | Sant Miquel de Llotes             | dolmen       |         | 42° 38′ 06″ N, 2° 38′ 46″ E / 42.635°N,2.6461388888889°E                                                                          |                               | Dolmen du Serrat d'en Jacques | Modifica les dades a Wikidata |
|        | domen del mas d'en Peirot II       | Sant Miquel de Llotes             | dolmen       |         | 42° 38′ 34″ N, 2° 38′ 19″ E / 42.642833333333°N,2.6385833333333°E 42° 38′ 34″ N, 2° 38′ 25″ E / 42.642778°N,2.640278°E 409.2 msnm |                               |                               | Modifica les dades a Wikidata |
|        | semidolmen del serrat d'en Jacques | Sant Miquel de Llotes             | dolmen       |         | 42° 38′ 19″ N, 2° 38′ 49″ E / 42.6386°N,2.64693°E                                                                                 |                               |                               | Modifica les dades a Wikidata |

## port de muntanya
| imatge | Nom              | Ubicat a                                    | instància de     | Detalls | coordenades                                          | Protecció | Commons (més fotos) | Dades a WD                    |
| ------ | ---------------- | ------------------------------------------- | ---------------- | ------- | ---------------------------------------------------- | --------- | ------------------- | ----------------------------- |
|        | Coll de la Llosa | Bulaternera Casafabre Sant Miquel de Llotes | port de muntanya |         | 42° 37′ 49″ N, 2° 36′ 21″ E / 42.630361°N,2.605917°E |           |                     | Modifica les dades a Wikidata |
|        | Coll de la Llosa | Queixàs Sant Miquel de Llotes               | port de muntanya |         | 42° 37′ 49″ N, 2° 36′ 21″ E / 42.630361°N,2.605917°E |           |                     | Modifica les dades a Wikidata |

## Misc
| imatge | Nom                                      | Ubicat a                   | instància de                          | Detalls                                                      | coordenades | Protecció                     | Commons (més fotos)                           | Dades a WD                    |
| ------ | ---------------------------------------- | -------------------------- | ------------------------------------- | ------------------------------------------------------------ | --- | ----------------------------- | --------------------------------------------- | ----------------------------- |
|        | Bulès                                    | Rosselló                   | riu                                   | Desemboca: Tet Llarg: 34.67km                                | 42° 30′ 35″ N, 2° 34′ 35″ E / 42.50975°N,2.57631°E 42° 41′ 36″ N, 2° 42′ 44″ E / 42.6934°N,2.71234°E 1308.7 88 msnm |                               | Boulès                                        | Modifica les dades a Wikidata |
|        | Dolmen del Castell                       | Sant Miquel de Llotes      | edifici                               |                                                              | 42° 23′ 30″ N, 2° 21′ 58″ E / 42.39158333333334°N,2.366111111111111°E 257.9 msnm                                    |                               |                                               | Modifica les dades a Wikidata |
|        | Dòlmens de Sant Miquel de Llotes         | Sant Miquel de Llotes      | llista                                |                                                              | 42° 39′ 00″ N, 2° 37′ 29″ E / 42.65°N,2.624722222222222°E                                                           |                               |                                               | Modifica les dades a Wikidata |
|        | La Calcina                               | Illa Sant Miquel de Llotes | muntanya                              |                                                              | 42° 38′ 38″ N, 2° 38′ 35″ E / 42.644°N,2.642944°E 468.1 msnm                                                        |                               |                                               | Modifica les dades a Wikidata |
|        | casa de la vila de Sant Miquel de Llotes | Sant Miquel de Llotes      | instal·lació Ús: seu del govern local |                                                              | 42° 38′ 53″ N, 2° 37′ 30″ E / 42.6479206719761°N,2.62487472915465°E fr:66130 SAINT-MICHEL-DE-LLOTES                 |                               | Town hall of Saint-Michel-de-Llotes           | Modifica les dades a Wikidata |
|        | cementiri de Sant Miquel de Llotes       | Sant Miquel de Llotes      | cementiri                             |                                                              | 42° 38′ 48″ N, 2° 37′ 30″ E / 42.6467°N,2.6249°E                                                                    |                               |                                               | Modifica les dades a Wikidata |
|        | església de Sant Miquel de Llotes        | Sant Miquel de Llotes      | església Ús: església                 | Estil: arquitectura romànica Dedicat a: Sant Miquel Arcàngel | 42° 38′ 45″ N, 2° 37′ 26″ E / 42.6457°N,2.62393°E 189 msnm                                                          | monument històric inventariat | Église Saint-Michel de Saint-Michel-de-Llotes | Modifica les dades a Wikidata |